# Dawaasambuugijn Dordżbat
Dawaasambuugijn Dordżbat (mong. Даваасамбуугийн Доржбат; ur. 19 listopada 1970 w Bajanchongor) – mongolski judoka. Olimpijczyk z Barcelony 1992, gdzie zajął dziewiąte miejsce wadze półśredniej.
Uczestnik mistrzostw świata w 1995. Srebrny medalista mistrzostw Azji w 1993 i brązowy w 1991 roku.

## Letnie Igrzyska Olimpijskie 1992
| Konkurencja | Eliminacje                      | Eliminacje              | Eliminacje             | Repasaże             | Repasaże              | Klas. końcowa |
| Konkurencja | Przeciwnik I                    | Przeciwnik II           | Przeciwnik III         | Przeciwnik I         | Przeciwnik II         | Miejsce       |
| ----------- | ------------------------------- | ----------------------- | ---------------------- | -------------------- | --------------------- | ------------- |
| 78 kg       | Freyr Gauti Sigmundsson (ISL) Z | Ahmed Al-Shiekh (YEM) Z | Lars Adolfsson (SWE) P | Suleman Musa (NGA) Z | Kim Byung-joo (KOR) P | 9.            |